# Temporada 2022 de NASCAR México Series
La temporada 2022 de la NASCAR México Series fue la decimoquinta edición de dicho campeonato. Comenzó el 10 de abril en Berriozábal y finalizó el 11 de diciembre en Puebla.
El mexicano Rubén García Jr. fue el ganador del Campeonato de Pilotos.

## Calendario
El calendario consistió de las siguientes 12 rondas:
| Ronda | Gran Premio                               | Circuito                                       | Fecha            |
| ----- | ----------------------------------------- | ---------------------------------------------- | ---------------- |
| 1     | Gran Premio Nus–Kah Chiapas               | Súper Óvalo Chiapas, Chiapas                   | 10 de abril      |
| 2     | Gran Premio Nus–Kah Querétaro             | Autódromo de Querétaro, El Marqués             | 8 de mayo        |
| 3     | Gran Premio Chihuahua                     | El Dorado Speedway, Chihuahua                  | 4 de junio       |
| 4     | Gran Premio Guadalajara                   | Trióvalo Internacional de Cajititlán, Jalisco  | 26 de junio      |
| 5     | Gran Premio Red Cola                      | Autódromo Miguel E. Abed, Amozoc               | 17 de julio      |
| 6     | Gran Premio Nus–Kah San Luis Potosí       | Super Óvalo Potosino, San Luis Potosí          | 7 de agosto      |
| 7     | Gran Premio Monterrey                     | Autódromo Monterrey, Nuevo León                | 28 de agosto     |
| 8     | Gran Premio Monster Energy Aguascalientes | Óvalo Aguascalientes México, Aguascalientes    | 25 de septiembre |
| 9     | Gran Premio Commscope Querétaro           | Autódromo de Querétaro, El Marqués             | 9 de octubre     |
| 10    | SpeedFest Ciudad de México                | Autódromo Hermanos Rodríguez, Ciudad de México | 13 de noviembre  |
| 11    | Gran Premio TELCEL ZTE                    | Autódromo Monterrey, Nuevo León                | 27 de noviembre  |
| 12    | NASCAR Puebla Gran Final                  | Autódromo Miguel E. Abed, Amozoc               | 11 de diciembre  |

## Resultados

### Campeones
| Ronda | Carrera                                   | Ganador              |
| ----- | ----------------------------------------- | -------------------- |
| 1     | Gran Premio Nus–Kah Chiapas               | Rogelio López        |
| 2     | Gran Premio Nus–Kah Querétaro             | Rubén García Jr.     |
| 3     | Gran Premio Chihuahua                     | Rubén García Jr.     |
| 4     | Gran Premio Guadalajara                   | Xavi Razo            |
| 5     | Gran Premio Red Cola                      | Xavi Razo            |
| 6     | Gran Premio Nus–Kah San Luis Potosí       | Rubén García Jr.     |
| 7     | Gran Premio Monterrey                     | Abraham Calderón     |
| 8     | Gran Premio Monster Energy Aguascalientes | Rubén García Jr.     |
| 9     | Gran Premio Commscope Querétaro           | José Luis Ramírez    |
| 10    | SpeedFest Ciudad de México                | Abraham Calderón     |
| 11    | Gran Premio TELCEL ZTE                    | Salvador de Alba Jr. |
| 12    | NASCAR Puebla Gran Final                  | Abraham Calderón     |

### Campeonato de Pilotos
| Pos. | Piloto               | TGZ | QRO | CHI | GDL | PUE | SLP | MTY | AGS | QRO | CDMX | MTY | PUE | Puntos |
| ---- | -------------------- | --- | --- | --- | --- | --- | --- | --- | --- | --- | ---- | --- | --- | ------ |
| 1    | Rubén García Jr.     | 21  | 46  | 47  | 43  | 28  | 47  | 42  | 47  | 41  | 41   | 36  | 39  | 478    |
| 2    | Abraham Calderón     | 30  | 40  | 41  | 43  | 35  | 38  | 48  | 42  | 43  | 47   | 14  | 48  | 469    |
| 3    | Rogelio López        | 48  | 38  | 36  | 39  | 34  | 18  | 37  | 40  | 34  | 35   | 35  | 16  | 410    |
| 4    | Ruben Rovelo         | 32  | 37  | 37  | 31  | 37  | 42  | 24  | 16  | 22  | 43   | 40  | 40  | 401    |
| 5    | Salvador de Alba Jr. | 41  | 28  | 25  | 24  | 38  | 42  | 42  | 20  | 23  | 18   | 48  | 43  | 392    |
| 6    | Enrique Baca         | 39  | 33  | 34  | 35  | 26  | 14  | 32  | 34  | 17  | 32   | 41  | 34  | 371    |
| 7    | Max Gutiérrez        | 40  | 18  | 33  | 19  | 30  | 37  | 35  | 37  | 31  | 16   | 38  | 28  | 362    |
| 8    | Xavi Razo            | 19  | 17  | 22  | 47  | 48  | 24  | 12  | 18  | 39  | 41   | 18  | 42  | 347    |
| 9    | José Luis Ramírez    | 43  | 27  | 0   | 40  | 22  | 41  | 40  | 0   | 48  | 39   | 15  | 22  | 337    |
| 10   | Jake Cosío           | 29  | 25  | 29  | 38  | 32  | 20  | 28  | 20  | 37  | 14   | 27  | 29  | 328    |
| 11   | Jorge Goeters        | 38  | 31  | 25  | 28  | 17  | 39  | 31  | 14  | 28  | 28   | 21  | 25  | 325    |
| 12   | Germán Quiroga       | 37  | 11  | 30  | 15  | 40  | 32  | 39  | 24  | 0   | 36   | 13  | 24  | 301    |
| 13   | Omar Jarudo          | 33  | 29  | 38  | 14  | 23  | 10  | 18  | 31  | 14  | 24   | 30  | 14  | 278    |
| 14   | Rubén Pardo          | 13  | 23  | 13  | 22  | 39  | 35  | 14  | 23  | 18  | 34   | 20  | 17  | 271    |
| 15   | Manuel Gutiérrez     | 37  | 34  | 16  | 17  | 13  | 19  | 26  | 18  | 0   | 15   | 0   | 0   | 195    |
| Pos. | Piloto               | TGZ | QRO | CHI | GDL | PUE | SLP | MTY | AGS | QRO | CDMX | MTY | PUE | Puntos |